# ویت ۲۷۳۲
سیارک ۲۷۳۲ (به انگلیسی: 2732 Witt، نامگذاری:1926FG) دو هزار و هفتصد و سی و دومین سیارک کشف شده‌است که در ۱۹ مارس ۱۹۲۶ و در هایدلبرگ کشف شد.
قدر مطلق سیارک برابر ۱۲٫۱۰ است.